# NGC 6645
NGC 6645 في الفهرس العام الجديد، هي مجرة، تقع في كوكبة الرامي. اكتشفت في 27 يونيو 1786 بواسطة ويليام هيرشل.

## روابط خارجية
- NGC 6645 على موقع ويكي سكاي: DSS2, SDSS, GALEX, IRAS, Hydrogen α, X-Ray, Astrophoto, Sky Map, Articles and images